# Vigo di Fassa
Vigo di Fassa é uma comuna italiana da região do Trentino-Alto Ádige, província de Trento, com cerca de 1.054 habitantes. Estende-se por uma área de 26 km², tendo uma densidade populacional de 41 hab/km². Faz fronteira com Pozza di Fassa, Nova Levante (BZ), Moena, Soraga.